# سکوهروف (ناحیه یابلونتس ناد نیسوو)

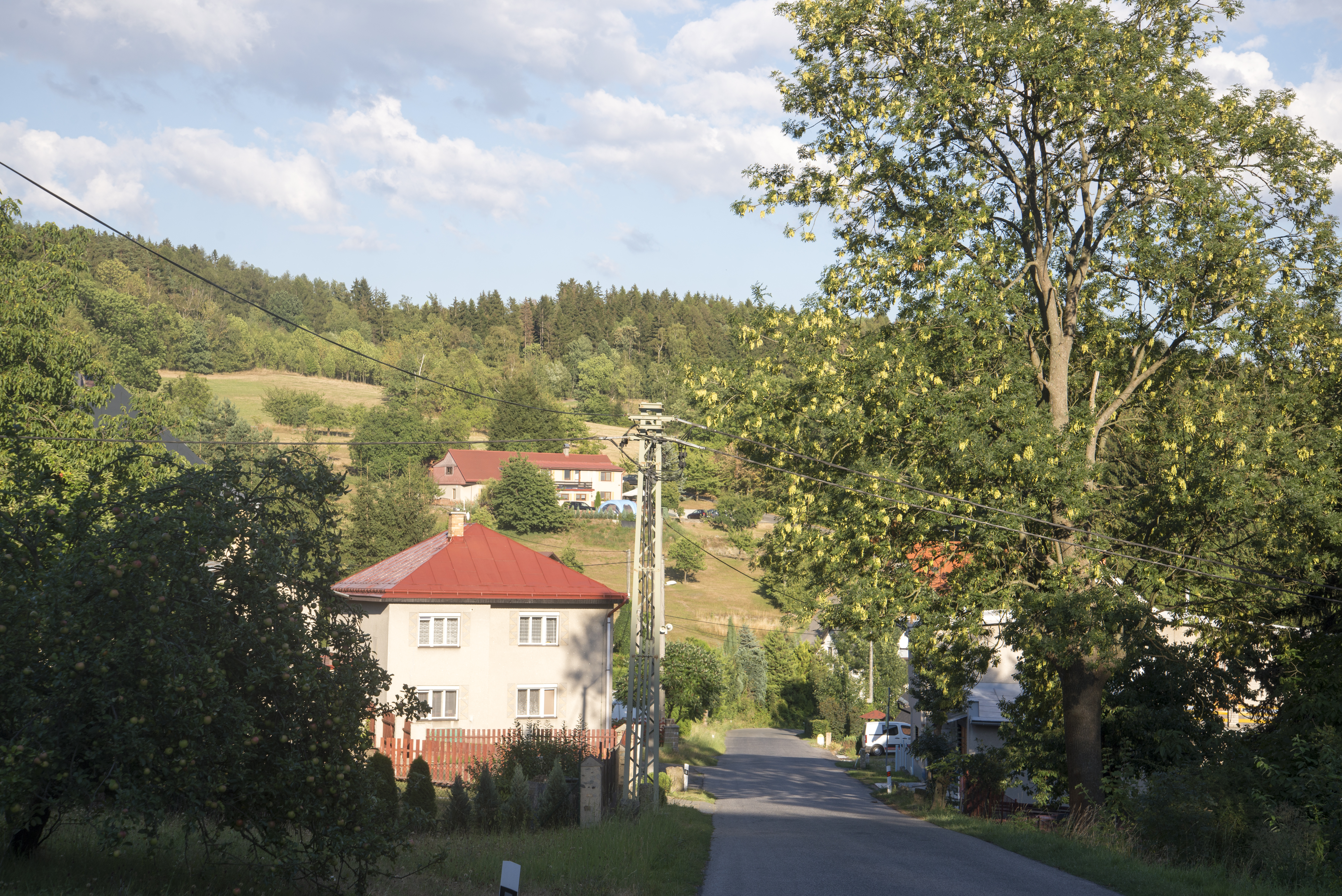
منطقه مسکونی در چک

سکوهروف (به چکی: Skuhrov) یک منطقهٔ مسکونی در جمهوری چک است که در ناحیه یابلونتس ناد نیسوو واقع شده‌است.